# Dicranomyia apiceglabra
Dicranomyia apiceglabra är en tvåvingeart som först beskrevs av Alexander 1968.  Dicranomyia apiceglabra ingår i släktet Dicranomyia och familjen småharkrankar. Inga underarter finns listade i Catalogue of Life.